# Stazione di Roma Balduina
La stazione di Roma Balduina è una fermata ferroviaria a servizio dell'omonima zona della città di Roma. La stazione è ubicata lungo la ferrovia Roma-Capranica-Viterbo ed è servita dalla linea regionale FL3. Dal punto di vista amministrativo la stazione è attraversata dal confine tra le zone  urbanistiche Medaglie d’Oro (19A) e Pineto (19F).

## Storia
La stazione fu aperta nel maggio 1968, in occasione dell'istituzione del servizio metropolitano sulla linea Roma-Capranica-Viterbo, a servizio dell'omonimo quartiere, edificato negli anni cinquanta. Il rango dello scalo ferroviario fu elevato nel settembre 1971 a stazione con l'aggiunta di un secondo binario per gli incroci dei convogli passanti da qui fino al cavalcavia successivo su Valle Aurelia in direzione della via Pineta Sacchetti. Per un breve periodo, tra il 1985 e il 1990, alla stazione furono inoltre attestati i treni provenienti da Cesano a causa di lavori in corso sul tratto da Balduina a Trastevere. Con l'elettrificazione e il raddoppio della linea avvenuto tra il 1998 e il 2000, la stazione fu di nuovo convertita in fermata.

## Strutture e impianti
La fermata, gestita da RFI, dispone di un fabbricato viaggiatori, che ospita le banchine sotterranee realizzate a cielo aperto in superficie e la biglietteria automatica.
È dotata di due binari passanti utilizzati per il servizio viaggiatori.

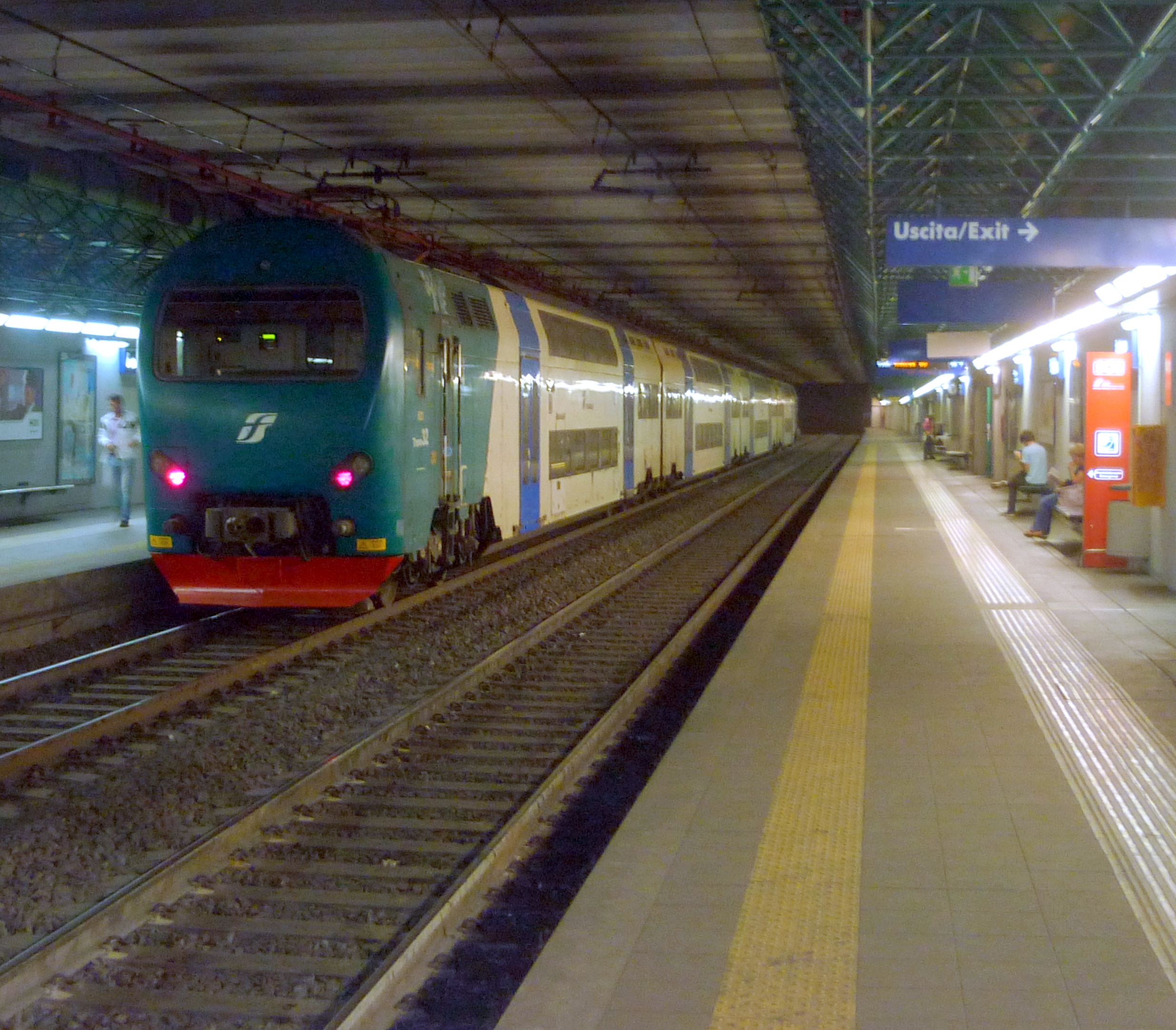
TAF (Treno ad alta frequentazione) nella stazione

## Movimento
La fermata è servita dai treni della relazione regionale FL3, svolta da Trenitalia nell'ambito del contratto di servizio stipulato con la Regione Lazio.

## Servizi
La fermata dispone di:
- Biglietteria automatica

## Interscambi
- Fermata autobus ATAC